# You Know How We Do It
You Know How We Do It è un singolo del rapper statunitense Ice Cube, estratto dall'album Lethal Injection.
La canzone contiene un campionamento di The Show Is Over di Evelyn "Champagne" King e ha riscosso un buon successo soprattutto nella West Coast.
È presente anche nel videogioco Grand Theft Auto V nella stazione radiofonica "West Coast Classic".